# Vendeuil
Vendeuil é uma comuna francesa na região administrativa de Altos da França, no departamento de Aisne. Estende-se por uma área de 14,45 km². Em 2010 a comuna tinha 961 habitantes (densidade: 66,5 hab./km²).